# Eleonore von Bretzenheim

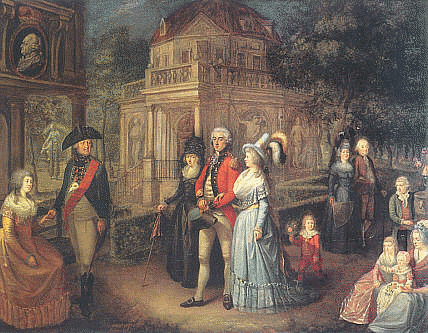
Johann Baptist Hoechele: Familienbild der Kinder Kurfürst Carl Theodors, 1790, Eleonore mit ihrem Gemahl Graf Wilhelm Karl zu Leiningen-Guntersblum im Bildhinter- grund, im Zentrum Fürst Karl August von und zu Bretzenheim mit seiner Gemahlin und Schwester Friederike (in schwarz), links Karoline von Isenburg mit ihrem Mann

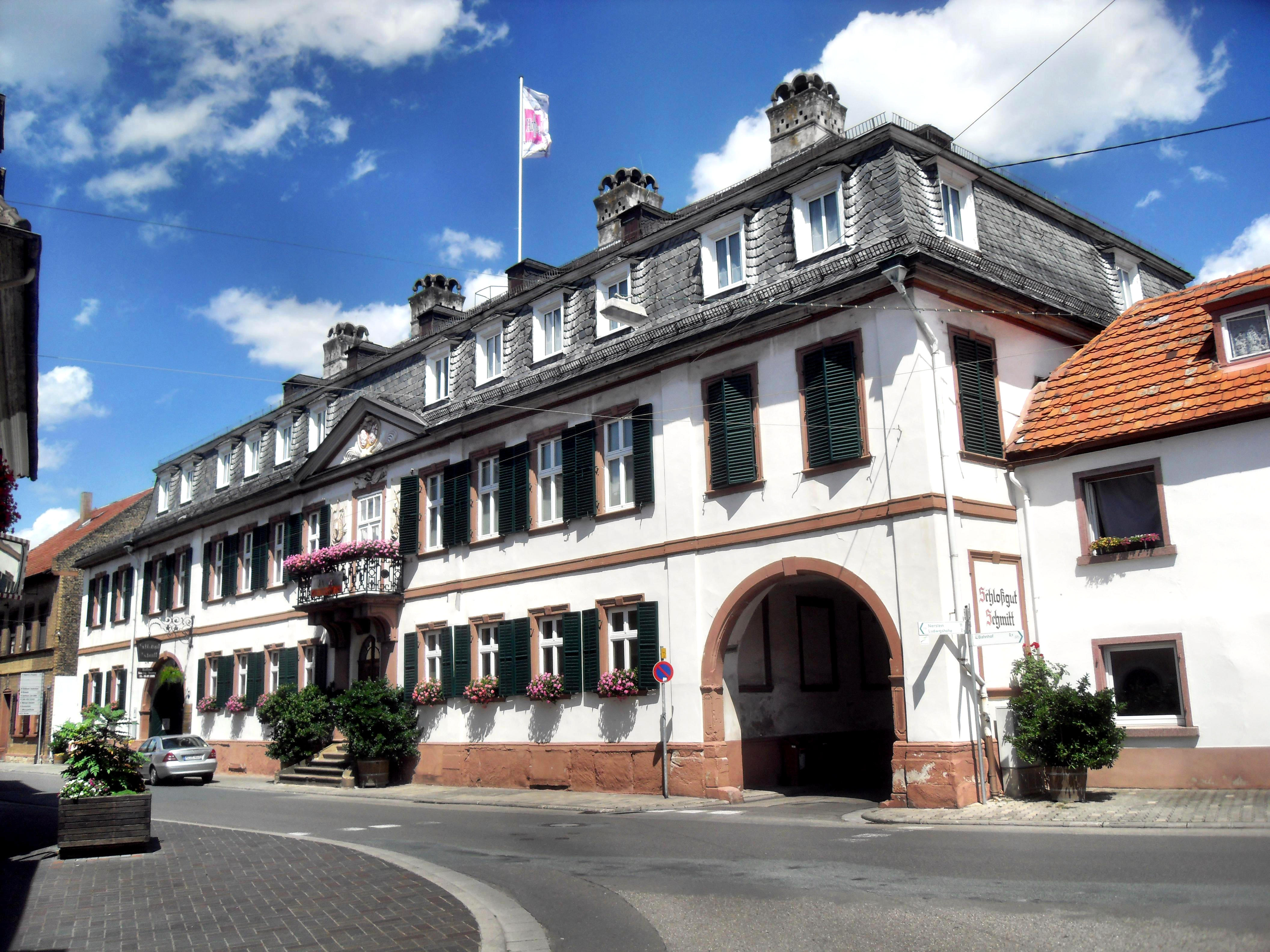
Ehemaliges Neues Schloss Guntersblum

Eleonore von Bretzenheim (* 9. Dezember 1771; † 23. Dezember 1832) war eine Gräfin von Bretzenheim und durch Heirat Gräfin zu Leiningen-Guntersblum.

## Leben
Eleonore war eine außerehelich geborene Tochter des Kurfürsten Karl Theodor von Bayern (1724–1799) aus seiner Beziehung mit Josepha von Heydeck (1748–1771), eine Schauspielerin und Tänzerin am Mannheimer Theater, die durch den Kurfürsten in den Rang einer „Gräfin von Heydeck“ erhoben wurde. 
Karl Theodor, der keine legitimen Nachkommen besaß, kümmerte sich sehr liebevoll um seine außerehelich geborenen Kinder. Neben ihrer Zwillingsschwester Friederike gab es noch den Bruder Karl August, die Schwester Karoline Josepha sowie Eleonores Halbschwester Karoline Franziska, die alle im Mannheimer Palais Bretzenheim aufwuchsen und durch Wolfgang Amadeus Mozart Klavierunterricht erhielten. Im Jahr 1774 wurde Eleonore und ihre Vollgeschwister zu Reichsgrafen von Bretzenheim erhoben.
Eheprojekte mit Prinzen aus den Häusern Modena, Fürstenberg und Mecklenburg zerschlugen sich und die 16-jährige heiratete am 21. November 1787 Graf Wilhelm Carl zu Leiningen-Guntersblum (1737–1809). Eleonore verabscheute ihren Gemahl, der 34 Jahre älter war, zudem hatte Eleonore vor der Ehe ein Liebesverhältnis mit Freiherr von Pfeil, dem Mentor ihres Bruders gehabt, den sie mit einem erheblichen Geldgeschenk abfand. Eleonores Mitgift betrug weit über 300.000 Gulden.
In den Wirren der Koalitionskriege konnte Eleonore durch ihr diplomatisches Geschick Guntersblum mit Schloss unbeschadet heraushalten. Ihre Ehe wurde 1801 durch das Tribunal von Mainz geschieden, dessen Legitimität von Wilhelm Carl allerdings bestritten wurde. Grund der Ehescheidung war Eleonores Verhältnis zu einem französischen General.

## Nachkommen
Aus ihrer Ehe mit Wilhelm Carl hatte Eleonore folgende Kinder:
- Elisabeth Auguste Margareta (1790–1874)

⚭ 1811 Freiherr Karl Stockhorner von Starein († 1843)
- Maria Anna Karoline Amalie (1792–1831)

⚭ 1811 Freiherr Maximilian Ludwig von Berlichingen (1787–1847)
- Karl Theodor (1794–1869)

⚭ 1822 Gräfin Maria Anna von und zu Westerholt-Gysenberg (1802–1852)
- Maximilian Joseph (1796–1799)